# هاکوپ وارطانیان
هاکوپ وارتانیان (ارمنی: Հակոբ Վարդանյան؛ انگلیسی: Hakop Vartanian زاده ۱۹۰۳ - درگذشته ۱۹۸۳) نقاش ارمنی‌تبار اهل ایران و از پیشکسوتان هنر نگارگری آبرنگ ایران بود.

## زندگی‌نامه
در سال ۱۹۰۳ میلادی (۱۲۸۲ خورشیدی) در تهران متولد و تحصیلات خود را در سال ۱۹۳۰ (۱۲۹۹) با درجه ممتاز از مدرسه مختلط ارامنه به پایان رسانید. سپس در سال‌های  ۲۶–۱۹۲۴(۰۵–۱۳۰۳) در جلفای نو اصفهان به تدریس پرداخت و دو سال نیز در تهران تدریس نمود.
پس از آن تا سال ۱۹۴۴ (۱۳۲۲) در شرکت‌های مختلف به کار حسابداری پرداخت. در تمام این سال‌ها به دلیل داشتن ذوق و علاقهٔ سرشاری که به نقاشی پرداخت در کارگاه «مانی» و در کنار مارکار قرابگیان و آندره سوروگین (درویش)، میشا شهبازیان به کار پرداخت. آن‌ها در فرصت‌های آزاد خود به روستاها و دهات اطراف تهران می‌رفتند و هر کدام به سبک خود به نقاشی می‌پرداختند. از آن دوره تابلوهای بسیار زیبای آبرنگ باقی ماند که در مجموعه‌های اشخاص مختلف و همچنین موزه مجلس شورای اسلامی می‌توان نمونه‌های خوبی از آن را دید. برخی دیگراز آثار وی در موزه کرمان نگهداری می‌گردند.

دهکده

او در تاریخ ۱۹۴۴ (۱۳۲۳) به استخدام شرکت نفت درآمد و بار سنگین زندگی مجال نداد که در این مدت ۱۸ سال دست به قلم ببرد. فشار زندگی باعث شد در این مدت کار اضافی شرکت نفت را قبول کند کاری که هیچ ارتباطی به ذوق ظریف وی نداشت. حسابداری و مسئولیت زندگی به‌خصوص دو فرزند که یکی از آنان ذوق خوانندگی را از مادر به اثر برده بود (خانم هاگینت وارطانیان که بعدها خواننده اپرا شد). کمتر به او فرصت داد تا به نقاشی بپردازد. در سال ۱۹۴۲ (۱۳۲۱) و در سن شصت سالگی از شرکت نفت بازنشسته گردید و بعد از آن مجدداً به نقاشی پرداخت. به طوری که وقفهٔ سال‌های قبل را جبران نمود. در این دوره او با رنگ روغن و آبرنگ شاهکارهایی آفرید و به نمایش در نگارخانه‌های مختلف از جمله نگارخانهٔ آفتاب، انجمن فرهنگی ایران و آمریکا، گالری یادها و خاطره‌ها، گالری سولیوان و همچنین در گالری هنر معاصر ارمنستان اقدام نمود که مورد استقبال فراوان قرار گرفت.
هاکوپ وارطانیان در ساخت و ساز آبرنگ معروف است. سیاه قلم‌های او نیز شهرت خاصی دارند. استاد دستی هم در موسیقی داشت. در نواختن ویولن چیره‌دست بود و با استاد مهرتاش در باشگاه باربد همکاری می‌کرد. نام او در کنار هنرمندانی چون قمرالملوک وزیری و ملوک ضرابی برای دوستداران موسیقی آشنا بود. وارتانیان در حالیکه بینایی‌اش را از دست می‌داد در سال ۱۹۸۳ میلادی (۱۳۶۲ خورشیدی) در تهران درگذشت.
در هفته میراث فرهنگی ۲۰۰۱ (۱۳۸۰) به همت این سازمان از خدمات هاکوپ وارطانیان تجلیل شد.

## برخی از آثار
| نام اثر           | سبک               | تاریخ | ابعاد          | محل نگهداری                                        |
| ----------------- | ----------------- | ----- | -------------- | -------------------------------------------------- |
| زمستان در گله گون | آبرنگ جوهر سیاه   | ۱۹۷۴  | ۵۵*۴۳ سانتی‌متر | مجموعه هیلدا و ورویر خاراخانیان، گلندیل، کالیفرنیا |
| روستای متروکه     | آبرنگ بر روی کاغذ | ۱۹۸۲  | ۶۴*۴۵ سانتی‌متر | مجموعه هاگینت و پترو دووتری، رم، ایتالیا           |
| مسجد کوچک         | آبرنگ بر روی کاغذ | ۱۹۶۵  | ۴۷*۵۱ سانتی‌متر | مجموعه هاگینت و پترو دووتری، رم، ایتالیا           |
| زمستان در روستا   | آبرنگ بر روی کاغذ | ۱۹۷۹  | ۶۳*۴۶ سانتی‌متر | مجموعه هاگینت و پترو دووتری، رم، ایتالیا           |
| نیمروز            | آبرنگ روی کاغذ    | ۱۹۷۸  | ۶۳*۴۶ سانتی‌متر | مجموعه هاگینت و پترو دووتری، رم، ایتالیا           |
| لوطی و عنتر       | -                 | ۱۹۵۲  |                |                                                    |